# Jakobskapelle (Wiesentheid)

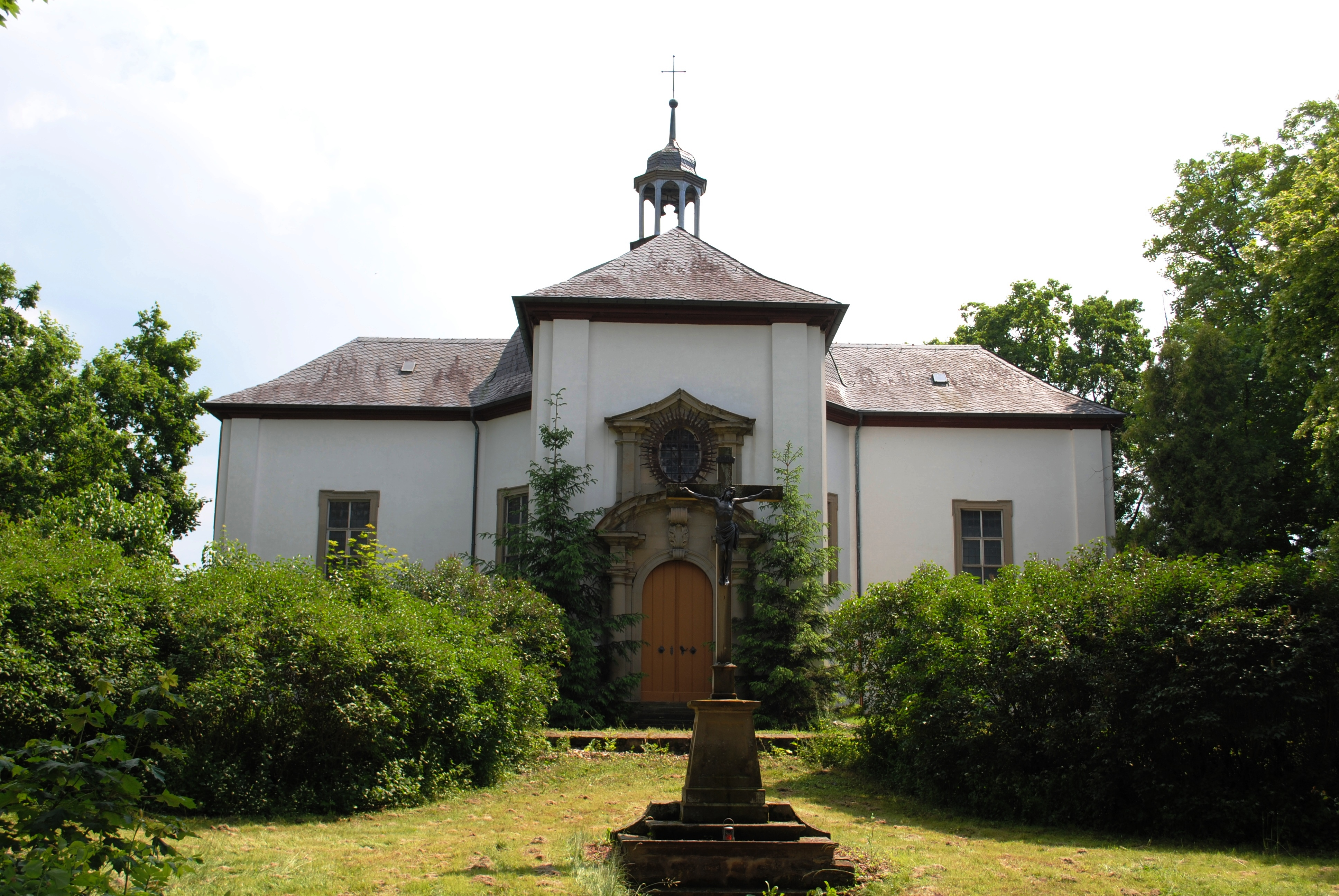
Die Kapelle in Wiesentheid

Die Jakobskapelle ist die Gruftkapelle der Grafen von Schönborn in Wiesentheid. Sie wird auch Kreuzkapelle genannt und befindet sich an der Feuerbacher Straße.

## Geschichte
Graf Johann Otto von Dernbach ließ für sich eine Grabkapelle errichten. Sie wurde im Jahr 1686 begonnen und im Jahr 1692 fertiggestellt. Baumeister war der Würzburger Hofarchitekt Antonio Petrini. Noch während der Bauarbeiten starb Graf Johann Otto und hinterließ seine dritte Frau Maria Eleonore. Sie heiratete im Jahr 1701 den Grafen Rudolf Franz Erwein von Schönborn. Fortan wurde die Kapelle als Grablege für das Haus Schönborn genutzt.
Umfassende Veränderungen erfuhr die Kapelle im Jahr 1712, als man den achteckigen Bau erweiterte, vier Flügel anfügte und es entstand die kreuzförmige Kirche. Architekt war der Jesuitenpater Loyson. Unter dem Altar wurde eine Familiengruft angelegt. Das Bayerische Landesamt für Denkmalpflege ordnet die Kapelle als Baudenkmal unter der Nummer D-6-75-178-46 ein.

## Architektur
Auf dem zentralen Rundbau überragt ein Glockentürmchen mit zwei Glocken die Kuppel. Rechteckige Seitenarme mit Walmdächern ragen in die vier Himmelsrichtungen. Auf der Nordseite befindet sich das Portal mit einem Rundbogen. Darin befindet sich oberhalb des Eingangs ein rundes Fenster.

## Ausstattung
In der Mitte der Jakobskapelle steht der Altar. Ein hohes Kruzifix aus Holz von Johann Georg Neßtfell, der auch die Holzarbeiten in der Wiesentheider Pfarrkirche St. Mauritius ausführte, überragt ihn. Die Stuckarbeiten stammen aus dem 17. Jahrhundert. Eine Kreuzigungsgruppe fertigte die Werkstatt Jakobs van der Auvera.
Ebenso wie die St.-Mauritius-Kirche weist dieses Gotteshaus aufgemalte Scheinarchitektur auf. Auf dem Deckengemälde stürzt die Decke auf einer Seite ein. Mehrere erschrockene Personen sind auf einem Umlauf dargestellt. Einige Säulen und Pilaster tragen das zusammenbrechende Dach. Die einstürzenden Teile öffnen einen blauen Himmel. Geschaffen wurde das Gemälde von Francesco Marchini, der sich auf die sogenannte Illusionsmalerei spezialisiert hatte.